# Matijas Pejić
Matijas Pejić (* 18. května 1988, Orašje, SFR Jugoslávie) je bosenský fotbalový obránce, momentálně působí v bosenském týmu FK Sloboda Tuzla.

## Klubové statistiky
Aktuální k datu : 13. září 2012
| Sezona | Klub                | Země                | Soutěž  | Zápasy | Góly |
| ------ | ------------------- | ------------------- | ------- | ------ | ---- |
| 05/06  | HNK Orašje          | Bosna a Hercegovina | 1. liga | 4      | 0    |
| 06/07  | HNK Orašje          | Bosna a Hercegovina | 1. liga | 13     | 0    |
| 07/08  | HNK Orašje          | Bosna a Hercegovina | 1. liga | 14     | 1    |
| 08/09  | HNK Orašje          | Bosna a Hercegovina | 1. liga | 27     | 2    |
| 09/10  | 1. FC Brno          | Česko               | 1. liga | 0      | 0    |
| 09/10  | 1. FC Brno B        | Česko               | MSFL    | 18     | 0    |
| 10/11  | HNK Orašje          | Bosna a Hercegovina | 2. liga | 15     | 0    |
| 10/11  | FC Zbrojovka Brno   | Česko               | 1. liga | 4      | 0    |
| 10/11  | FC Zbrojovka Brno B | Česko               | MSFL    | 8      | 0    |
| 11/12  | HNK Orašje          | Bosna a Hercegovina | 2. liga | 14     | 1    |
|        | celkem 1. liga      |                     |         | 62     | 3    |